# Aeroportul San Fernando
Aeroportul San Fernando (IATA: FDO, ICAO: SADF) este un aeroport din Buenos Aires, Argentina ce deservește zona San Fernando⁠(d). Aeroportul a fost tranzitat în decembrie 2022 de 1.459 de pasageri. A fost deschis în 1920 și numit după zona deservită.
Situat la o altitudine de 3 m, aeroportul dispune de o singură pistă. Este operat de Aeropuertos Argentina⁠(d).